# Болотницька загальноосвітня школа (Талалаївський район)
Боло́тницька ЗОШ І-ІІІ ступенів — навчальний заклад с. Болотниця Талалаївського району Чернігівської області

## Історія закладу
В 1918 у с. Болотниця почала працювати гімназія. Два роки навчання частково переривалось.  
Контингент учнів набирався з навколишніх сіл — Березівки, Сильченкове, Слобідки, Чернецьке, Українське, Обухове, Поповички.       
В 1923 заклад було реорганізовано з гімназії в семирічну школу. 
В 1938 збудоване нове двоповерхове приміщення, першим директором у якому став Сідун Андрій Миколайович. Він же викладав історію. Завучем був Сизон Василь Петрович, який був вчителем хімії та біології. Викладали у школі: Мазепа І.І., Шибіка Г.Г. — географію, Максименко В.Я., Строкач М.К. — російську мову та літературу, Максименко Н.Я. — математику, Фік Т.М. — німецьку мову, Денисенко І.Г. — фізкультуру. Працювали вчителями Слюсаренко І.Т., Горова Н.Д., Прокопенко О.О., Прокопенко Д.О., були класоводами Андрієнко М.А., Таран Т.П.
Після війни навчання було платним, щоб закінчити восьмий і дев’ятий класи потрібно було заплатити 150 карбованців. Директором школи на той час був Сабадаш Микола Васильович. Після нього директором став Геря Василь Данилович, який з 1968 вийшов на пенсію і директором школи був призначений Ковальов Юрій Степанович.

## Видатні випускники
- Мазепа Іван Ілліч — випускник 30-х років, кандидат біологічних наук, останні роки життя був міністром кінематографії
- Яковенко Анатолій Іванович — заслужений учитель України, працював директором Червоноплугатарської школи
- Бойко М.В. — кандидат технічних наук, був викладачем Харківського політехнічного інституту
- Бойко І.Д. — видатний хірург, працював у м. Києві
- Волков В.О. — заслужений лікар України.